# Херман III (Ваймар-Орламюнде)
Херман III фон Ваймар-Орламюнде (на немски: Hermann III von Weimar-Orlamünde; * ок. 1230; † 1283) от фамилията Аскани е от 1247 до 1283 г. граф на графство Ваймар-Орламюнде.
Той е вторият син на граф Херман II († 1247) и принцеса Беатрис фон Андекс-Мерания († 1271), дъщеря на херцог Ото I от Мерания († 1234), и Беатрис фон Хоенщауфен († 1231). Брат е на Албрехт III († 1293) и Ото III († 1285).
Херман III и брат му Ото III наследяват чичо им по майчина линия херцог Ото II от Мерания († 1248). Резиденция е замък Пласенбург в Кулмбах, Бавария. След смъртта на баща му, братята разделят територията през 1278 г. Ото III получава Ваймар и Пласенбург, а Херман III получава графство Орламюнде.
Той умира през 1283 г. от чума.

## Деца
Херман III се жени за жена с неизвестно име († сл. 1279) и има децата:
- Елизабет „Стара“ († ок. 1333), омъжена I.: за Хартман фон Лобдебург-Арнсхаугк († ок. 1289); II.: 1290 г. за Албрехт II Негодния, маркграф на Майсен († 1314
- Херман V († 1311)
- Хайнрих III († 1354), граф на Орламюнде, женен пр. 26 юли 1313 г. за Ирмгард фон Шварцбург († 13 юли 1354)
- Елизабет „Млада“ († 1319), монахиня във Вайсенфелс